# Bis(4-chlorphenyl)sulfon
Bis(4-chlorphenyl)sulfon ist eine chemische Verbindung aus der Gruppe der organischen Sulfone.

## Gewinnung und Darstellung
Bis(4-chlorphenyl)sulfon kann durch Umsetzung von Chlorbenzol mit einer Mischung aus Schwefeltrioxid und Dimethyl- oder Diethylpyrosulfat hergestellt werden. Auch die Synthese aus Chlorbenzol und Chlorbenzolsulfonsäure ist beschrieben. Diese erfordert Temperaturen von 220 bis 260 °C, so dass bei hohem Druck gearbeitet werden muss.
Die bekannteste Methode zur Herstellung von 4,4′-Dichlordiphenylsulfon ist die nach einer Friedel-Krafts-Reaktion ablaufende Umsetzung von 4-Chlorbenzolsulfonylchlorid mit Chlorbenzol, wobei man als Katalysator zum Beispiel Eisen(III)-chlorid verwendet.
Es sind auch Verfahren zur Herstellung aus Chlorbenzol, Schwefeltrioxid oder Chlorsulfonsäure und Thionylchlorid oder Phosgen ohne Katalysator bekannt.

## Eigenschaften
Bis(4-chlorphenyl)sulfon ist ein brennbarer, schwer entzündbarer, weißer Feststoff mit schwachem Geruch, der praktisch unlöslich in Wasser ist. Die Verbindung besitzt eine monokline Kristallstruktur mit der Raumgruppe I2/a (Raumgruppen-Nr. 15, Stellung 7) mit den Gitterparametern a = 20,204 Å; b = 5,009 Å, c = 12,259 Å und β = 90,57 ° sowie vier Formeleinheiten pro Elementarzelle.

## Verwendung
Bis(4-chlorphenyl)sulfon wird als Vorstufe zur Herstellung von 4,4′-Diaminodiphenylsulfon und Polysulfon-Kunststoffen verwendet. Es wird auch zur Herstellung von temperaturbeständigen Polymeren wie PES oder Polysulfon (Udel) durch Polymerisation mit Bisphenol A und Bisphenol S verwendet.